# Бошняк, Споменко
Споменко Бошняк (хорв. и босн. Spomenko Bošnjak; род. 17 июля 1973 или 18 июля 1973, Югославия) — боснийский футболист, защитник.

## Биография
Выступал за «Хрватски Драговоляц», в 2002 году за хорватский клуб «Динамо» (Загреб). В 2003 году подписал договор с клубом «Металлург» (Запорожье), но в СМИ попала ошибочная информация, что Бошняк переходит в «Карпаты» (Львов). Проведя два года в команде, покинул клуб в статусе свободного агента. Позже играл в боснийских клубах «Широки Бриег» и «Крешево-Станич».
Имея хорватское гражданство, выступал за сборную Боснии и Герцеговины. Первый матч сыграл 11 октября 2002 года в товарищеском матче против сборной Германии. Второй матч провёл 16 октября 2002 года в отборочном турнире на чемпионат Европы 2004 против сборной Норвегии.